# Liquid funk
Liquid funk är en musikgenre som betraktas som en stil inom drum and bass. Medan den använder liknande basgångar och taktuppbyggnad som andra stilar har den färre taktorienterade samplingar och fler instrumentella lager (både syntiserade och naturella), harmonier och ambiens, vilket ger en lugnare atmosfär riktad både mot hemlyssnare och nattklubbar. 

## Bakgrund
År 2000 började Fabio ta fram en ny form av drum and bass som han kallade "Liquid funk" och senare släppte på skiva under samma namn på hans skivbolag Creative Source. Denna karakteriserades av influenser från disco och house samt ett omfattande bruk av sångröster. Även om det tog ett tag innan genren tog fart växte stilen kraftigt i popularitet runt 2003 – 2004 och år 2005 var den etablerad som en av de bästsäljande undergenrerna inom drum and bass med skivbolag som  Good Looking Records, Hospital Records, Liquid V, Rubik Records, Fokuz Recording, State of the Art Recordings samt artister som Calibre, High Contrast, Logistics, London Elektricity, Nu:Tone och Solid state bland dess främsta förespråkare.

## Relaterade artister
- Fred V & Grafix
- 4hero
- Amon Tobin
- Alix Perez
- Aquasky
- Calibre
- Camo & Krooked
- Cyantific
- D.Kay
- Danny Byrd
- DJ Dextrous
- DJ Marky
- DJ Zinc
- EZ Rollers
- Greg Packer
- Henree
- High Contrast
- Klute
- Logistics
- London Elektricity
- MakotoMakoto
- Netsky
- Nu:Tone
- Q Project
- Seba
- XRS
- Zero Tolerance
- Lipsee